# Semantic MediaWiki
Semantic MediaWiki (kurz SMW) ist eine freie Open-Source-Softwareerweiterung zu MediaWiki – der Wikisoftware, die auch von der Wikipedia genutzt wird. Sie ermöglicht es, zusätzlich zu Texten und medialen Inhalten Daten auf einer Wikiseite zu definieren und abzufragen.
Ursprüngliche Entwickler sind Denny Vrandečić und Markus Krötzsch.

## Funktionsweise

### Erfassung von Informationen
Semantic MediaWiki bietet als semantisches Wiki zwei Arten, um Informationen zu einer Seite expliziter zu machen:
1. Typisierte Verweise (Relationen) und
2. (Seiten-)Attribute.

Zum Beispiel könnte auf der Seite Berlin stehen, dass Berlin die Hauptstadt von Deutschland ist. In Semantic MediaWiki können Benutzer den Verweis auf Deutschland typen (typisieren) und damit die Relation (Hauptstadt von) zwischen Berlin und Deutschland explizit machen. Auf der Seite Berlin wäre die Syntax folgende: … [[Hauptstadt von::Deutschland]] … Daraus würde die semantische Aussage „‚Berlin‘ ‚Hauptstadt von‘ ‚Deutschland‘“ resultieren. Die Erstellung und Benutzung von Relationen ist dabei ganz ähnlich zur Verwendung von Seitenkategorien in Wikipedia. Relationen können daher als „Kategorien für Links“ angesehen werden, die beliebig eingeführt und verwendet werden können. Wie bei Kategorien gibt es außerdem zu jeder Relation einen Artikel, auf dem man ihre Bedeutung erklären kann.
Auf der Seite „Berlin“ könnte weiterhin stehen: Die Stadt hat 3393933 Einwohner. Im SMW können Benutzer diese Information explizit machen, indem sie … Die Stadt hat [[Hat Einwohnerzahl::3393933]] Einwohner … schreiben. Dies würde die semantische Aussage „‚Berlin‘ ‚hat Einwohnerzahl‘ ‚3393933‘“ ergeben. Auf der Seite „Attribut:Einwohnerzahl“ kann der Datentyp der Eigenschaft angegeben werden. Da es in diesem Fall eine Zahl ist, wird [[Hat Datentyp::Zahl]] angegeben. Die Zahl erscheint dann als ganz normaler Text im Artikel und wird intern als Zahl interpretiert, was wichtig für Größenvergleiche und Ähnliches ist.
Attribute sind Relationen in der Verwendung ansonsten sehr ähnlich, aber sie können für verschiedene Arten von Daten verwendet werden, wie bspw. Zahlen, Datumsangaben, Temperaturen usw. Das Attribut muss den Datentyp kennen, damit es ihn korrekt unterstützen kann. Zum Beispiel sind die beiden Eingaben „1.000,30“ und „1000,3“ unterschiedlich, aber sie verweisen auf dieselbe Zahl. Jedes Attribut hat einen Artikel und dort kann auch der gewünschte Datentyp festgelegt werden. Je nach Datentyp werden verschiedene zusätzliche Funktionen angeboten. Zum Beispiel rechnet SMW automatisch zwischen vielen Maßeinheiten um und erstellt bei geografischen Koordinaten Links auf Webseiten mit Landkarten.

### Wiederverwendung von Information
Semantic MediaWiki nutzt die so eingegebenen Informationen auf verschiedene Arten. Zum einen ist es möglich, aufgrund der Daten Anfragen an das Wiki zu stellen. Hat man zum Beispiel Attribute für das Geburts- und Sterbedatum von Personen eingeführt, dann kann man die Liste aller Personen abfragen, die zwischen 1945 und 1960 gestorben sind, geordnet nach dem Todestag. SMW erlaubt es, Anfragen direkt beim Editieren eines Artikels einzugeben, wobei im Artikel stattdessen die Abfrageergebnisse erscheinen. Unter der Voraussetzung, dass genügend Artikel mit den oben erwähnten Annotationen ausgestattet sind, kann somit insbesondere die Erstellung von Artikeln der Art „Liste der …“ deutlich vereinfacht werden. Die Artikel würden sich quasi selbst aktualisieren und wären stets konsistent mit den Detailartikeln, von denen sie ihre Daten bezögen. Insgesamt ist es auf diese Weise möglich, dass die gesamte Leserschaft eines Wikis von semantischen Anfragen profitiert, auch ohne vorher die Syntax von SMW erlernen zu müssen.
Um weitere Form von Wiederverwendung zu erlauben, können alle semantischen Informationen auch direkt heruntergeladen werden. Die Daten werden dazu im freien RDF-Format abgespeichert und können leicht in externen Programmen wiederverwendet werden. Damit wäre es zum Beispiel möglich, eine Datenbank mit den Kerndaten aller deutschen Städte anzulegen, ohne alle entsprechenden Wikipedia-Artikel zu lesen. Wegen der Kompatibilität mit den verbreiteten Standards RDF und OWL können die Daten auch direkt in bestehenden Programmen verwendet werden.
Ziel ist es, dass dadurch die einmal ins Wiki eingegebene Information nicht durch technische Barrieren an die Darstellung in MediaWiki gebunden ist, sondern auch in vielen neuen Anwendungen verwendet werden kann. Weiterhin ermöglicht der Datenaustausch in RDF auch die Kombination von Informationen aus verschiedenen Quellen, zum Beispiel um Zugriff auf die vereinten Inhalte mehrerer Wikis zu erhalten.

### Weitere Funktionen
Es sind verschiedene Softwareerweiterungen verfügbar, die die Funktionalität von Semantic MediaWiki nach jeweiligem Bedarf ergänzen. Zu den wichtigsten Erweiterungen zählen die formulargestützte Eingabe sowie eine Reihe weiterer Formate zur Darstellung von Abfrageergebnissen.

## Einsatz
Semantic MediaWiki wurde 2019 auf gut 1.600 öffentlichen Wikis eingesetzt. Bekannte öffentliche Wikis sind beispielsweise das „Free Software Directory“ der Free Software Foundation, die Plattform „Web Platform Docs“ des World Wide Web Consortium sowie die SNPedia, welche das Thema Genetik behandelt oder die Plattform Verwaltungskooperation und das Wien Geschichte Wiki.
Organisationen, die SMW intern benutzen, umfassen unter anderem Pfizer, das Metropolitan Museum of Art, das US-Verteidigungsministerium oder auch die NASA.
SMW hat insbesondere in den Medizin- und Biowissenschaften Bedeutung erlangt, um gemeinschaftlich bio-medizinische Terminologien und Ontologien zu erstellen. Beispiele sind LexWiki, welches gemeinschaftlich von der Mayo Clinic, dem National Cancer Institute (NCI), der Weltgesundheitsorganisation (WHO) und der Stanford University betrieben wird, und das Concept-Hub-Wiki, das von 3M Health Information Systems betrieben wird.

## Nutzergemeinschaft und Veranstaltungen
Um Semantic MediaWiki hat sich während der letzten Jahre eine aktive Gemeinschaft gebildet, die sich über zwei Mailinglisten, eine für Anwender und eine für Entwickler sowie über einen IRC-Channel austauscht, und kontinuierlich wächst.
Auch hat sich inzwischen mit der Semantic-MediaWiki-Konferenz („SMWCon“) eine bis 2015 zwei Mal jährlich im Frühjahr in Nordamerika und Herbst in Europa und seitdem jährlich in Europa stattfindende Veranstaltung etabliert. Es handelt sich dabei um Zusammenkünfte für Nutzer, Entwickler sowie sonstige Enthusiasten von Semantic MediaWiki mit unternehmerischen, akademischen oder anderen Hintergründen. Am Tag vor der eigentlichen Konferenz wird seit 2011 ein Tag mit Tutorien veranstaltet. Die bislang größte dieser Konferenzen war mit knapp 90 Teilnehmern die SMWCon Herbst 2013 in Berlin bzw. die erste virtuelle SMWCon 2020 mit über 234 Teilnehmern.